# シドニー・ポワチエ
シドニー・ポワチエ（Sidney Poitier [ˈpwɑːtjeɪ], KBE、1927年2月20日 - 2022年1月6日）は、アメリカ合衆国フロリダ州マイアミ出身の映画俳優、監督。黒人俳優としての先駆者的存在のひとりで、黒人としては初めてアカデミー主演男優賞を受賞した。KBEを与えられた。

## 人物

### 生い立ち
両親はバハマでトマト栽培で生計を立てる農夫であった。出荷先のマイアミで母の妊娠がわかり、そこで生まれたのがポワチエである。予定日より2か月早く生まれたため、育つかどうか心配した両親はマイアミに3カ月滞在する。アメリカで生まれたため、アメリカの市民権を有することとなる。15歳のとき、生活の事情で単身で再び渡米。17歳の時にニューヨークに移り、あらゆる種のアルバイトを転々とし、年齢を詐称してアメリカ軍に入隊。生年月日に諸説があるのはこのためである。

### 俳優デビュー
除隊後は、アメリカン・ニグロ・シアターに入団し、俳優を志し始めるが、故郷バハマの訛りが取れなかったため、裏方での仕事に終始していたといわれる。1945年頃に映画デビューを飾り、1946年には黒人俳優だけの舞台でブロードウェイに初出演。1955年『暴力教室』の生徒役で注目されてからは知名度が上がり、続く1958年に公開された『手錠のままの脱獄』では主演のトニー・カーティスと共にアカデミー主演男優賞にノミネートされるなど、その後は順調にキャリアを重ねた。1950年代のハリウッドで、黒人が主要なスター俳優を務めたのはポワチエ唯一人だった。ポワチエは「当時MGMのスタジオには、黒人は私一人しかいなかった」とコメントしている。

### 評価
ポワチエが映画に進出し始めた時期は、以前の黒人俳優には労働者のような端役や悪役程度にしか活躍の場が与えられていなかった時期から、公民権運動の活発化を受けて徐々に待遇が改善されていた一方で、そういった気風も抜け切ってはいないという、いわば黒人俳優の黎明期であった。その中にあって、黒人俳優の最古参の一人とも言える人物で、当時人気を博していたウディ・ストロードのようなパワフルで逞しい肉体を擁したアクション系の黒人俳優の個性が定着しつつあったが、ポワチエはあえて肉体のパワーではなく演技と「知」のイメージでの活躍を意識したという。
こうした一見、地道な個性が1963年の社会派作品『野のユリ』におけるアカデミー主演男優賞及びゴールデングローブ賞 主演男優賞 (ドラマ部門)受賞という歴史的快挙に結実するのである。この授賞式でポワチエは「私一人で貰ったとは思っていない。これまで努力した何百人もの黒人映画人の努力が実ったものだと思っている」とコメントしている。
一方、同胞である黒人たちからは、「ショーウィンドウの中の黒人」とも揶揄された。ポワチエの演じる「黒人」像とは、あくまで白人が望む「素直でおとなしく、礼儀正しい黒人」だった。
ポワチエが演じる男たちは、教養があり、きちんとした英語を話し、マナーを身につけ地味な服装をし、中性的でおとなしい、扱いやすく無害なものばかりだった。彼の出演作に「Who's Coming to Dinner（「今日のディナーに（悪い意味で）誰が来ると思う？」。邦題「招かれざる客」）」があるが、簡単に言えば、ポワチエが各作品で演じる黒人男性たちは、進歩的な白人なら「夕食の席に招きたい」と思わせるような、非の打ちどころのない理想的な黒人だった。
1950年代からの公民権運動の高まりの中、「白人にとって理想的な黒人」を演じ続けたポワチエだが、1965年、ついにワッツ暴動によって、今まで白人から暴力を受け続けてきた黒人が、白人に対して暴力をふるう時代がやってきた。こうしたポワチエの演じる黒人像は、時代に合わないものとなっていく。
1964年（昭和39年）10月、『野のユリ』の公開のため来日。

### 功績

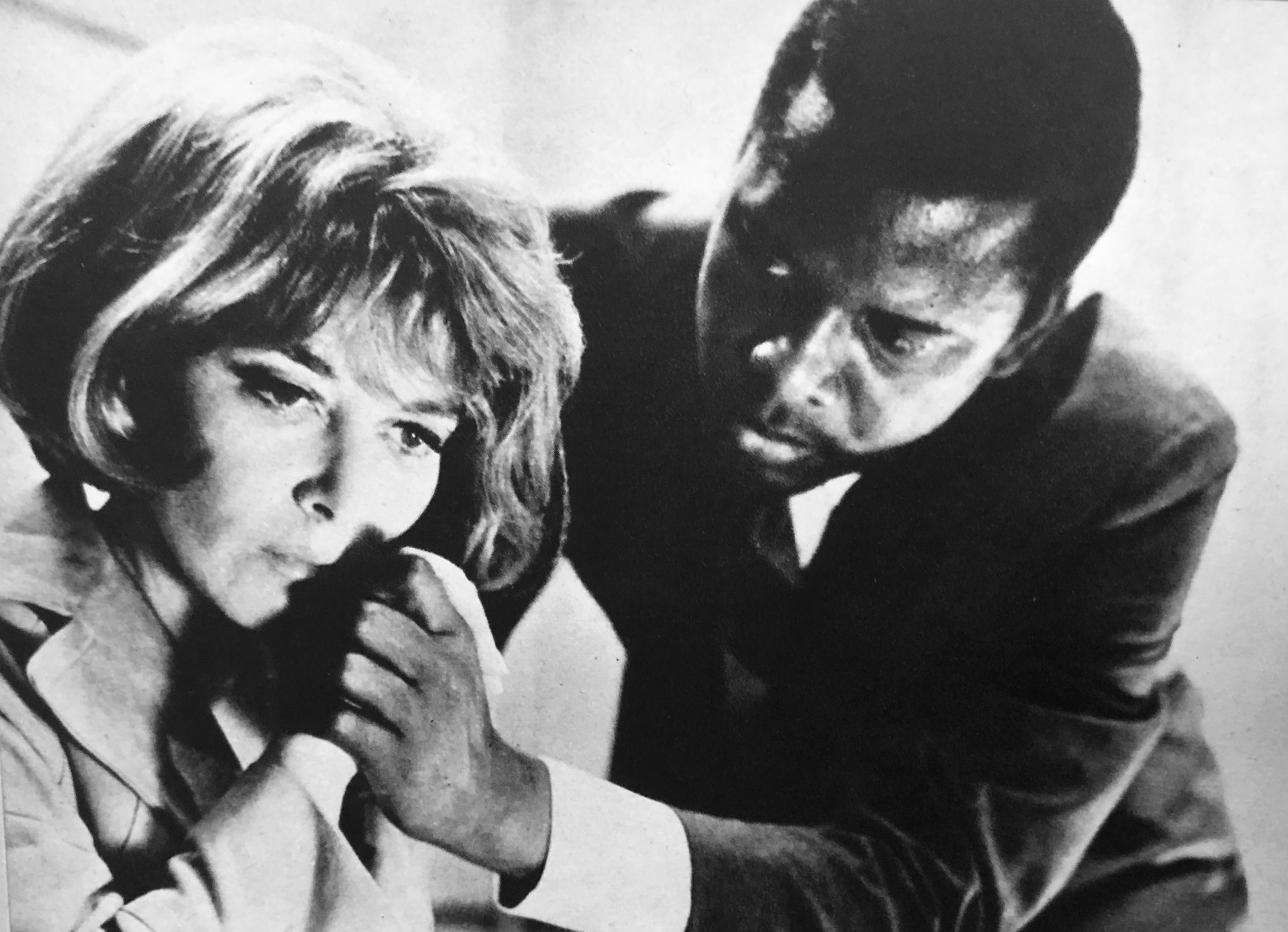
『夜の大捜査線』（1967年）

しかし、こういった制限の中であっても、黒人スター俳優として、それまでのハリウッド映画における黒人俳優の地位を向上させたポワチエの功績は大きい。1967年『招かれざる客』、『夜の大捜査線』『いつも心に太陽を』と社会的かつ人種差別問題を真正面から提起する題材に挑み、多くの支持を獲得した。こうして黒人俳優という道を開拓したのである。
公民権運動が公民権法の制定という形で一段落を見せると、ハリウッドの白人資本は、白人映画の脇役扱いしかされない黒人スターに不満を持っていた黒人観客向けに「ブラックスプロイテーション」を濫作するようになった。これらは黒人がヒーローを演じ、白人は悪人か脇役として扱われるもので、ポワチエの時代とはまったく別次元のものだった。そしてこれらは黒人たちの圧倒的な人気を得るようになるのである。次第にポワチエの演じる黒人は古いものとなり、スクリーンでの活躍は激減していく。ハリウッド白人資本下での黒人俳優の扱われ方が変わるとともに、ポワチエの役割は終わったのである。
1970年代以降はポール・ニューマンらとプロダクションを設立し、監督業にも挑んでいる。その後、ポワチエの拓いた黒人スターの道を継承して多くの演技派の黒人俳優が台頭、スクリーンでは違和感なく黒人ヒーローが活躍するようになった。2001年に贈られたアカデミー名誉賞は、こうしたポワチエの功績に対するアメリカ白人映画界の敬意を象徴している。
2009年には大統領自由勲章を受章した。彼以外の受章者にはアメリカ初の女性最高裁判事サンドラ・デイ・オコナーや理論物理学者のスティーブン・ホーキング、デズモンド・ツツ元大主教など人種や性別、身体障害などでハンディを負ったマイノリティの人々が選ばれており、授章者であるバラク・オバマ大統領は「人の気力は、人種や性別、身体の強弱で制限されるものではない」と賞賛しており、社会的ハンディを克服した偉人の一人に数えられている。

### 晩年
近年の主な代表作は1988年の主演作『リトル・ニキータ』や『影なき男』でのタフガイ刑事、豪華スターが結集した1997年『ジャッカル』でのFBI副長官役、2001年に主演したTV作品『希望の大地』での知的で温厚なレンガ職人などが名高い。1990年代後半から2000年代以降はTVドラマでの活躍を軸に演技を披露、更なる新境地を開いている。中でも南アフリカのアパルトヘイト時代の終焉を描いた1997年の大型TVドラマ『マンデラとデクラーク』で、主人公ネルソン・マンデラを演じた。また1998年主演作『デビッド&リサ～心の扉～』では、心に傷を持つ少年と少女を優しくかげながら見守るミラー医師役で抑制のきいた演技をみせた。
一方で、娘のシドニー・ターミア・ポワチエとは、製作・主演の異色スリラー『フリー・オブ・エデン』で父娘共演を果たしている。2010年代以後も、数多くのTV作品に精力的に出演を続けている。
1997年から10年間、バハマ駐日特命全権大使に任命された経験もあり（非常勤のため、日本への赴任はしていない）、人望を買われて政界への進出を請われたが、本人は拒んだともいわれる。
2012年ごろに転倒事故で頭を打った。
2022年1月6日、米ロサンゼルスの自宅で死去した。

### 私生活
1950年に結婚、4人の娘がいるが1965年に離婚。
1976年には女優のジョアンナ・シムカスと再婚し二女がいる。そのうちのシドニー・ターミア・ポワチエは女優。

## 出演作品
※太字表記は主演。
| 公開年 | 題名                                                          | 役名                       | 備考                                 | 吹替     |
| ------ | ------------------------------------------------------------- | -------------------------- | ------------------------------------ | -------- |
| 1950   | 復讐鬼 No Way Out                                             | ルーサー・ブルックス       |                                      | 不明     |
| 1951   | 泣け!愛する祖国よ Cry, the Beloved Country                    | Msimangu                   |                                      | 不明     |
| 1955   | 暴力教室 Blackboard Jungle                                    | グレゴリー・W・ミラー      | 木村幌                               |          |
| 1957   | 黒い牙 Something of Value                                     | Kimani Wa Karanja          | 不明                                 |          |
| 1957   | 南部の反逆者 Band of Angels                                   | ラウ・ルー                 | 田中信夫                             |          |
| 1957   | 暴力波止場 Edge of the city                                   | トミー・テイラー           | 田中信夫                             |          |
| 1958   | 手錠のまゝの脱獄 The Defiant Ones                             | ノア・カレン               | 田中信夫                             |          |
| 1959   | ヴァージン・アイランド Virgin Island                          | マーカス                   | 不明                                 |          |
| 1959   | ボギーとベス Porgy and Bess                                   | ボギー                     | 不明                                 |          |
| 1960   | 戦う若者たち All the Young Men                                | エディ                     | 不明                                 |          |
| 1961   | パリの旅愁 Paris Blues                                        | エディ・クック             | 田中信夫                             |          |
| 1961   | レーズン・イン・ザ・サン A Raisin in the Sun                  | ウォルター・リー・ヤンガー | 不明                                 |          |
| 1964   | 野のユリ Lilies of the Field                                  | ホーマー・スミス           | 田中信夫                             |          |
| 1964   | 長い船団 The Long Ships                                       | エル・マンスー             | 田中信夫                             |          |
| 1965   | いつか見た青い空 A Patch of Blue                              | ゴードン・ラルフ           | 田中信夫                             |          |
| 1965   | 駆逐艦ベッドフォード作戦 The Bedford Incident                 | マンスフォード             | 田中信夫                             |          |
| 1965   | いのちの紐 The Slender Thread                                 | アラン・ニューウェル       | 田中信夫                             |          |
| 1965   | 偉大な生涯の物語 The Greatest Story Ever Told                 | キレネのシモン             | 田中信夫                             |          |
| 1966   | 砦の29人 Dual at Diablo                                       | トーラー                   | 田中信夫                             |          |
| 1967   | いつも心に太陽を To Sir, With Love                            | マーク・サッカレー         | 田中信夫                             |          |
| 1967   | 夜の大捜査線 In the Heat of the Night                         | バージル・ティッブス       | 田中信夫                             |          |
| 1967   | 招かれざる客 Guess Who's Coming to Dinner                     | ジョン・プレンティス       | 田中信夫                             |          |
| 1968   | 愛は心に深く For Love of Ivy                                  | ジャック・パークス         | 不明                                 |          |
| 1969   | 失われた男 The Lost Man                                       | ジェイソン・ヒッグス       | 不明                                 |          |
| 1970   | 続・夜の大捜査線 They Call Me Mister Tibbs!                   | バージル・ティッブス       | 田中信夫(TBA版) 新克利(日本テレビ版) |          |
| 1972   | ブラック・ライダー Buck and the Preacher                      | バック                     | 兼監督                               | 田中信夫 |
| 1973   | 12月の熱い涙 A Warm December                                  | マット・ヤンガー           | 兼監督                               | 不明     |
| 1971   | 夜の大捜査線/霧のストレンジャー The Organization              | バージル・ティップス       |                                      | 田中信夫 |
| 1975   | ケープタウン The Wilby Conspiracy                             | Shack Twala                |                                      | 田中信夫 |
| 1975   | シドニー・ポワチエ/ 一発大逆転 Let's Do It Again              | クライド・ウィリアムズ     | 兼監督                               | 不明     |
| 1977   | シドニー・ポワチエ/ピース・オブ・アクション A Piece of Action | マニー                     | 兼監督                               | 不明     |
| 1980   | スター・クレイジー Stir Crazy                                 | N/A                        | 監督                                 | なし     |
| 1982   | ハンキー・パンキー Hanky Panky                                | N/A                        | 監督                                 | なし     |
| 1984   | ファスト・フォワード Fast Forward                             | N/A                        | 監督                                 | なし     |
| 1988   | 影なき男 Shoot to Kill                                        | ウォーレン・スタンティン   |                                      | 田中信夫 |
| 1988   | リトル・ニキータ Little Nikita                                | ロイ・パーメンター         |                                      | 田中信夫 |
| 1990   | ゴースト・パパ Ghost Dad                                      | N/A                        | 監督                                 | なし     |
| 1991   | 裁かれた壁 アメリカ・平等への闘い Separate But Equa           | サーグッド・マーシャル     | テレビ映画                           | 不明     |
| 1993   | スニーカーズ Sneakers                                         | ドナルド・クリース         |                                      | 田中信夫 |
| 1995   | いつも心に太陽を2 To Sir, With LoveII                         | マーク                     | テレビ映画                           | 不明     |
| 1997   | マンデラとデクラーク Mandela and de Klerk                     | ネルソン・マンデラ         | テレビ映画                           | 不明     |
| 1998   | ジャッカル The Jackal                                         | カーター・プレストン       |                                      | 田中信夫 |
| 1998   | デビッド&リサ～心の扉～ David and Lisa                        | ジャック・ミラー博士       | テレビ映画                           | 不明     |
| 1999   | フリー・オブ・エデン Free of Eden                             | ウィル                     | テレビ映画 兼製作総指揮              | 不明     |
| 2001   | 希望の大地 The Last Brickmaker in America                     | ヘンリー・コブ             | テレビ映画                           | 不明     |
| 2001   | Ralph Bunche: An American Odyssey                             | 本人                       | ドキュメンタリー映画                 | 不明     |
| 2004   | マイ・シネマトグラファー Tell Them Who You Are                | 本人                       | ドキュメンタリー映画                 | 不明     |
| 2022   | シドニー Sidney                                               | 本人                       | ドキュメンタリー映画                 | 不明     |

## 日本語吹き替え
田中信夫
1957年公開『南部の反逆者』以降、日本公開された映画のほとんどで吹き替えを務めたポワチエの専属（フィックス）声優である。

## 受賞とノミネート
| 年   | 候補                                             | 賞/映画祭            | 部門                                     | 結果       |
| ---- | ------------------------------------------------ | -------------------- | ---------------------------------------- | ---------- |
| 1957 | 『暴力波止場』 Edge of the city                  | 英国アカデミー賞     | 最優秀外国男優賞                         | ノミネート |
| 1958 | 『手錠のまゝの脱獄』 The Defiant Ones            | 英国アカデミー賞     | 最優秀外国男優賞                         | 受賞       |
| 1958 | 『手錠のまゝの脱獄』 The Defiant Ones            | ベルリン国際映画祭   | 銀熊賞 (男優賞)                          | 受賞       |
| 1958 | 『手錠のまゝの脱獄』 The Defiant Ones            | アカデミー賞         | 主演男優賞                               | ノミネート |
| 1961 | 『レーズン・イン・ザ・サン』 A Raisin in the Sun | 英国アカデミー賞     | 最優秀外国男優賞                         | ノミネート |
| 1964 | 『野のユリ』 Lilies of the Field                 | アカデミー賞         | 主演男優賞                               | 受賞       |
| 1964 | 『野のユリ』 Lilies of the Field                 | ゴールデングローブ賞 | 主演男優賞（ドラマ部門）                 | 受賞       |
| 1964 | 『野のユリ』 Lilies of the Field                 | ベルリン国際映画祭   | 銀熊賞 (男優賞)                          | 受賞       |
| 1964 | 『野のユリ』 Lilies of the Field                 | 英国アカデミー賞     | 最優秀外国男優賞                         | ノミネート |
| 1966 | 『いつか見た青い空』 A Patch of Blue             | 英国アカデミー賞     | 最優秀外国男優賞                         | ノミネート |
| 1967 | 『夜の大捜査線』 In the Heat of the Night        | 英国アカデミー賞     | 最優秀外国男優賞                         | ノミネート |
| 1968 | シドニー・ポワチエ Sidney Poitier                | ゴールデングローブ賞 | ヘンリエッタ賞（世界で最も好かれた男優） | 受賞       |
| 1982 | シドニー・ポワチエ Sidney Poitier                | ゴールデングローブ賞 | セシル・B・デミル賞                      | 受賞       |
| 2001 | シドニー・ポワチエ Sidney Poitier                | アカデミー賞         | 名誉賞                                   | 受賞       |
| 2016 | シドニー・ポワチエ Sidney Poitier                | 英国アカデミー賞     | フェローシップ賞                         | 受賞       |

## 関連文献
- African-Americans: Sidney Poitier
- The Measure of a Man: A Spiritual Autobiography - Review